# 夷狄を待ちながら
『夷狄を待ちながら』（いてきをまちながら、Waiting for the Barbarians）は、南アフリカ共和国出身のノーベル文学賞受賞作家、J・M・クッツェーの第3作目の小説。1980年に出版されたこの作品で、作家J・M・クッツェーの名前が世界的に知られるようになった。
架空の帝国が支配権をもつ辺境の植民地で執政官を長年つとめる主人公のところへ、外部からの蛮族の襲来を懸念する帝国の第3局から、ジョル大佐という人物が派遣されてくる。先制攻撃によって敵の捕獲作戦を始めるというのだ。ジョル大佐が率いる部隊に連行されてきた者たちは、人間以下の扱いを受け、尋問され、拷問を受ける。
父親を殺され、両足を潰されて視野も狂い、仲間に置き去りにされた娘を、執政官は街から拾ってきて、自分の本来の職務は法と正義を行なうことにあるはずだと、ジョルの行為や自分の立場をあがなうかのように娘の足に油を塗り、撫でさすり、仲間のところへ帰してやる。そのため執政官は敵に通じたと見なされて監獄に入れられ、拷問を受ける。
タイトルはアレクサンドリアに生まれて生きたギリシアの詩人、コンスタンディノス・カヴァフィスの詩の1つからとられているが、同時にサミュエル・ベケットの『ゴドーを待ちながら』をも連想させる。クッツェーが2003年にノーベル文学賞を受賞した後、本作はペンギン・ブックスの "Great Books of the 20th Century" シリーズに選ばれた。

## 日本語訳
- 『夷狄を待ちながら』土岐恒二訳　集英社ギャラリー 中国・アジア・アフリカ「世界の文学 20」1990.6, 集英社文庫 2003.12

## 舞台化
同作はフィリップ・グラスの作曲でオペラ化された。クリストファー・ハンプトンによる台本は原作を忠実に翻案している。2005年10月にドイツのエルフルトにて初演。

## 映画化
2019年にコロンビアの映画監督シーロ・ゲーラによって映画化され、9月にヴェネチア映画祭でプレミア上映された。作家自身が書いたシナリオが使われ、主人公の執政官をマーク・ライランスが、ジョル大佐をジョニー・デップが、マンデル准尉をロバート・パティンソンが演じている。